# La difícil (canción de Camilo)
«La difícil» es una canción del cantante colombiano Camilo. Fue lanzada como sencillo el 20 de diciembre de 2019 a través de Sony Music Latin.

## Antecedentes y composición
La canción consta de un ritmo al estilo del pop y del trap. Fue producido por Andrés Saavedra y Jon Leone. Además, es el cuarto sencillo del álbum Por primera vez.
«La difícil» es una canción que muestra el estilo que caracteriza la música de Camilo. Tiene una duración de dos minutos con treinta y ocho segundos en su versión original, mientras que su video musical dura dos minutos con cincuenta y cinco segundos.
Fue escrita por Camilo, Andrés Saavedra, Edgar Barrera, Frank Santofimio y Sebastian Obando Giraldo.

## Video musical
El videoclip fue grabado en Argentina bajo la producción de Diego Tucci y la dirección de Marlene Rodríguez. Cuenta con un cameo de su novia Evaluna Montaner, siendo la tercera vez que se presenta. Asimismo, fue lanzado el 26 de marzo de 2020 por el canal de Camilo en YouTube.

### Sinopsis
Comienza con un escenario aparentemente vació donde se encuentra Camilo interpretando la canción. Al finalizar la canción, aparece Evaluna quien se muestra como la directora del videoclip.

## Posicionamiento en listas
| Listas                        | Mejor posición |
| ----------------------------- | -------------- |
| Argentina Hot 100 (Billboard) | 69             |